# Poly(butyral vinylique)
Le poly(butyral vinylique) ou poly(butyral de vinyle) (PVB) est un polymère thermoplastique de synthèse utilisé entre autres pour assembler les verres et fabriquer du vitrage feuilleté.
Il est préparé à partir de l'acétate de polyvinyle, en deux étapes :
- hydrolyse en forte proportion, voire quasi totale, pour former l'alcool polyvinylique (avec une faible proportion, variable, de groupes acétate résiduels) ;
- acétalisation, avec du butanal (butyraldéhyde), pour former le PVB.